# サグラド・コラソン・ダ・テッラ
サグラド・コラソン・ダ・テッラ（Sagrado Coração da Terra）は、歌手でミュージシャンのマルクス・ヴィアナが率いるブラジルのプログレッシブ・ロック・バンドで、1979年に結成された。バンドは1984年に最初のアルバムをリリースし、そこから1993年のアルバム『偉大なる精霊』リリース後に解散を発表するまで途切れることなく活動が続いた。グループは2000年に再び集まってアルバム『太陽の東、月の西』を発表。それ以来、いくつかのコンピレーション・アルバムを発表し、ライブ・パフォーマンスを行ってきた。

## メンバー
- マルクス・ヴィアナ (Marcus Viana) - ボーカル、キーボード、ピアノ、ヴァイオリン
- アウグスト・レノ (Augusto Rennó) - ヴァイオリン、ギター
- ダニーロ・アブロー (Danilo Abreu) - キーボード
- セルジオ・ペレル (Sérgio Pererê) - ボーカル
- アドリアーノ・カンパグナーニ (Adriano Campagnani) - ベース
- ネネム (Neném) - ドラム、パーカッション
- マル・アイレス (Malu Aires) - ボーカル
- アレクサンドル・ロペス (Alexandre Lopes) - ヴァイオリン、ギター
- フェルナンド・カンポス (Fernando Campos) - ギター
- ジルベルト・ディニス (Gilberto Diniz) - ベース
- ジャコモ・ロンバルディ (Giácomo Lombardi) - シンセサイザー
- イネス・ブランド (Inês Brando) - ピアノ
- セバスチャン・ヴィアナ (Sebastião Viana) - フルート
- アンデルセン・ヴィアナ (Andersen Viana) - フルート
- リンカーン・チェイブ (Lincoln Cheib) - ドラム
- パウリーニョ・サントス (Paulinho Santos) - パーカッション
- ヴァネッサ・ファラベラ (Vanessa Falabella) - ボーカル
- アイヴァン・コレア (Ivan Corrêa) - ベース

## ディスコグラフィ

### スタジオ・アルバム
- 『捧げもの』 - Sagrado Coração da Terra (1984年)
- 『シンフォニア』 - Flecha (1987年)
- 『自由の灯』 - Farol da Liberdade (1991年)
- 『偉大なる精霊』 - Grande Espírito (1993年)
- 『太陽の東、月の西』 - A Leste do Sol, Oeste da Lua (2000年)

### コンピレーション・アルバム
- 『地球の聖なる魂』 - Sacred Heart of Earth (2001年)
- Canções (2002年)
- Instrumental (2002年)

### 映像作品
- 『ヒストリア パート1』 - Cosmos X Caos - A História parte 1 (2009年)
- 『DVDパートII : エデンの花々』 - Flores do Eden (2016年)